# Claudio Broglia
Claudio Broglia (Crevalcore, 28 giugno 1961) è un politico italiano.

## Biografia
Consigliere e assessore comunale a Crevalcore dal 1999 al 2009, sindaco di Crevalcore dal 2009 al 2013 e presidente dell'Unione dei comuni Terre d'acqua dal gennaio 2012 al giugno 2013.

### Elezione a senatore
Alle elezioni politiche del 2013 viene eletto al Senato della Repubblica, nelle liste del Partito Democratico nella circoscrizione Emilia-Romagna.